# کولونگا ستار راتنگتس
کولونگا ستار راتنگتس (به لهستانی:  Kolonia Stary Ratyniec) یک روستا در لهستان است که در گمینا ستردنگ واقع شده‌است.